# Хаузен-об-Ферена
Хаузен-об-Ферена (нем. Hausen ob Verena) — община в Германии, в земле Баден-Вюртемберг. 
Подчиняется административному округу Фрайбург. Входит в состав района Тутлинген.  Население составляет 750 человек (на 31 декабря 2010 года). Занимает площадь 5,87 км².